# Sundsören
Sundsören är en bebyggelse vid Vänerns strand mittemot ön Torsö i Hassle socken i Mariestads kommun. Från 2015 avgränsar SCB här en småort.